# Simon Kastner
Simon Kastner, auch Castner, († 27. Februar 1442) war ein bayerischer Benediktiner.

## Leben
Kastner wurde im Jahre 1412 zum 33. Abt des Klosters Ebersberg gewählt. Er widersetzte sich der von der Welt ausgehenden Klosterreformation und wurde von den Visitatoren abgesetzt. Auf Fürsprache Herzog Ludwigs konnte er bis 1442 im Amt bleiben. 